# 魏琴
魏琴（1967年—），四川屏山人，汉族，中华人民共和国政治人物。

## 生平
毕业于四川大学四川省宜宾学院专业。加入中国农工民主党。担任农工党四川省宜宾市委副主委，四川宜宾学院生命科学与食品工程系副主任。2008年起担任全国人大代表。2013年，担任全国人大代表。2018年2月24日，当选为第十三届全国人大代表。